# Nicole Kirouac
Nicole Kirouac, née à Malartic en 1946, est une avocate et militante canadienne pour le droit des femmes et la justice minière au Québec. Elle est une des membres fondatrice de la coalition Pour que le Québec ait meilleure mine et a été fondatrice et présidente du maisons d'hébergement pour les femmes victimes de violence.

## Biographie
Nicole Kirouac est née à Malartic, en Abitibi-Témiscamingue, en 1946. Son père était un mineur.
Elle est enseignante à Malartic jusqu'en 1973.
En février 1979, Nicole Kirouac fait partie des cofondatrices des maisons d'hébergement pour les femmes victimes de violence et elle en est la présidente au début des années 80.
En 1984, elle devient membre du Barreau du Québec. Elle se spécialise en droit familial et pratique à Val-d'Or de 1985 à 2005 au Bureau d'aide juridique. En mars 1994, elle participe, à la commission parlementaire sur la Consultation générale sur le régime d'aide juridique où elle expose les défis pour les femmes de l'Abitibi-Témiscamingue et du Nord-du-Québec à avoir accès à la justice.
En 1995, elle siège en tant que vice-présidente sur la Commission régionale de l'Abitibi-Témiscamingue sur l'avenir du Québec mise en place par le gouvernement pour consulter les Québécois sur l'avant-projet de loi sur l'opportunité de réaliser la souveraineté du Québec.
Pour l'année 1998-1999, elle occupe le poste de bâtonnière du Barreau de l'Abitibi-Témiscamingue.

## Militantisme pour la justice minière

### Le groupe d'eau
En 1974, alors qu'elle est animatrice pédagogique pour Multi-Média, elle accompagne une quarantaine de résidents localisés au sud de Malartic qui, à cause des dynamitages de la mine East Malartic, perdent l'accès à l'eau par leur puits artésien. Pour défendre leur cause, Nicole Kirouac invite le journaliste Joël Le Bigot qui fera connaître l'enjeu de groupe sur la scène nationale. Le reportage fait réagir la minière qui négocie hors cour un dédommagement avec chacune des familles accompagnées par Nicole Kirouac.

### Comité de vigilance de Malartic
À l'été 2007, des citoyens de Malartic approchent Nicole Kirouac afin qu'elle défende leurs droits devant l'implantation du Projet Osisko, une mine d'or à ciel ouvert qui exige le déménagement d'une partie de la ville. Elle commence donc à s'impliquer bénévolement comme personne-ressource pour le Comité de vigilance de Malartic. En mai 2010, elle présente un mémoire devant la Commission des ressources naturelles de l'Assemblée nationale, dans le cadre des consultations sur la réforme de la Loi sur les mines (projet de loi 79). Elle réclame que la nouvelle loi prévoie un mécanisme de soutien technique et juridique pour aider les gens dans la négociation avec la minière. Au nom du Comité de vigilance revendique également que les sociétés minières ne puissent entreprendre quelques travaux que ce soit - notamment l'achat ou le déménagement de maison - avant l'obtention des permis d'exploitation et autorisations gouvernementales,,.
À partir d'août 2010, elle accompagne également le Regroupement des citoyens du quartier sud de Malartic. Au nom du Comité de vigilance, elle réclame au ministère de l'Environnement d'installer des stations d'échantillonnage de la qualité de l'air indépendantes à Malartic.
Pendant plusieurs années, elle dénonce les incohérences et les injustices que permet la Loi sur les Mines et en propose une refonte. En 2009, elle dépose un mémoire à la commission d'enquête du Bureau d'audiences publiques sur l'environnement (BAPE) sur le Projet minier aurifère Canadian Malartic. En 2016, elle dépose un autre mémoire au BAPE sur le Projet d'agrandissement de la mine aurifère Canadian Malartic et de déviation de la route 117 à Malartic. Elle fait valoir l'urgence de mettre en place un mécanisme législatif concernant l'acquisition, l'indemnisation et l'accompagnement des citoyens affectés par les projets miniers.
En octobre 2014, Kirouac devient la première membre honoraire de la coalition Pour que le Québec ait meilleure mine. L'auteur, compositeur, interprète et vice-président de l’Action boréale de l'Abitibi-Témiscamingue, Richard Desjardins, lui rend un hommage pour l'occasion.

### Tribunal permanent des peuples
Nicole Kirouac a été membre du jury du Tribunal permanent des peuples (TPP)notamment aux côté de Maude Barlow, Mireille Fanon-Mendès-France, Gérald Larose et Viviane Michel. À ce titre, elle siège sur le jury international de la première audience du TPP à se tenir au Canada et qui porte sur l’industrie minière canadienne. Du 29 mai au 1er juin 2014, à Montréal, elle analyse des déclarations d’experts et de témoins en lien avec des accusations de violations de droits et de dommages environnementaux commis par des compagnies minières canadiennes et impliquant le gouvernement canadien en Amérique latine, particulièrement au Chili, en Colombie, au Guatemala, au Honduras et au Mexique.

### Mines à ciel ouvert
À la suite de son implication auprès des citoyens de Malartic, Kirouac est sollicitée pour défendre les droits des citoyens devant d'autres projets de mines à ciel ouvert au Québec.
En novembre 2012, Nicole Kirouac est invitée à témoigner devant 400 personnes s'opposant au projet de la mine Arnaud à Sept-Îles, en Côte-Nord. Lors de son allocution, elle insiste sur l'importance de la mobilisation citoyenne afin de faire valoir les préoccupations soulevées par l'exploitation des mines à ciel ouvert. Son discours lui vaut une marée d'applaudissements. Pour ce même projet de mine d'apatite, elle participe à l'enquête du Bureau d'audiences publiques sur l'environnement (BAPE) en 2013. Lors des audiences publiques, elle attire l'attention du BAPE au fait qu'une procédure permet à un promoteur, en raison de nouvelles données obtenues, de demander des modifications à un décret d'autorisation qu'il aurait préalablement obtenu sans que le public ne soit consulté.
Elle défend le même point lors des audiences publiques du BAPE portant sur le projet d’exploitation du gisement de nickel Dumont à Launay. Elle soulève également des inquiétudes quant aux bruits engendrés par l'exploitation d'une mine à ciel ouvert et des risques de changements de zonage pour permettre à la compagnie de poursuivre ses activités.